# Oda von Tecklenburg
Oda von Tecklenburg (* um 1180; † 5. April 1221) war die zweite Tochter des Grafen Simon I. von Tecklenburg und der Gräfin Oda von Berg-Altena.

## Nachkommen
Oda war mit Graf Hermann II. (Lippe), ältester Sohn des Edelherrn Bernhard II. zur Lippe und der Heilwig von Are-Hochstaden, Tochter des Grafen Otto I. von Are-Hochstaden, verheiratet. Aus der Ehe gingen sieben Kinder hervor:
- Bernhard III. (ca. 1194 – ca. 1265)
- Simon I., Bischof von Paderborn (ca. 1196 – 6. Juni 1277)
- Otto II. zur Lippe, Bischof von Münster (ca. 1198 – 21. Juni 1259)
- Heilwig zur Lippe (ca. 1200 – 1248/1250), verheiratet mit Graf Adolf IV. von Holstein-Kiel
- Ethelind zur Lippe (ca. 1204 – ca. 1273), verheiratet mit Graf Adolf I. von Waldeck
- Oda zur Lippe (ca. 1210 – 17. September 1262), verheiratet mit Graf Konrad I. von Rietberg
- Gertrud zur Lippe (ca. 1212 – 30. September 1244), verheiratet mit Graf Ludwig von Ravensburg-Biesterfeld